# Sycon parvulum
Sycon parvulum är en svampdjursart som först beskrevs av Preiwisch 1904.  Sycon parvulum ingår i släktet Sycon och familjen Sycettidae. Inga underarter finns listade i Catalogue of Life.